# 佐貫村 (鳥取県)
佐貫村（さぬきそん）は、鳥取藩領（現鳥取県）の、江戸期から1889年（明治22年）の村名、1889年（明治22年）から1917年（大正6年）の自治体名。

## 歴史
古くは“散岐”と書き、文政3年に“佐貫”と改称し、天保5年幕府に届け出た。
- 1889年（明治22年）10月1日 - 町村制施行により八上郡佐貫村、八日市村、和奈見村が合併し、佐貫村が発足。
- 1896年（明治29年）3月29日 - 郡の統合により八頭郡に所属。
- 1917年（大正6年）10月1日 - 八頭郡宇戸村と合併し散岐村を設置して消滅。

## 産物
産物は鼻紙。牛市が立った。

## 戸数・人口等
明治24年（1891年）の戸数217・人口1423、水車2、船12。

## 出身人物

### 実業家・政治家
- 下田勘次 - 元衆議院議員。
- 田中信義 - 元参議院議員。旧姓下田。農業。

### 学者・教育者
- 下田光造（精神医学者） - 鳥大・九大名誉教授。日本の精神医学界に大きな足跡を残した。